# Atlanta, Kansas
Atlanta là một thành phố thuộc quận Cowley, tiểu bang Kansas, Hoa Kỳ. Năm 2010, dân số của xã này là 195 người.

## Dân số
Dân số các năm:
- Năm 2000: 255 người
- Năm 2010: 195 người